# 天津市第二中学
天津市第二中学是天津市首批市级重点中学、天津市首批高中示范校，坐落于天津市河北区昆纬路109号。

## 历史沿革
天津市第二中学前身是天津市私立介寿中学，始建于1947年10月，是为蒋介石庆寿向社会募捐而创办的，校址在河北区月纬路，为初级中学。
1948年夏，私立介寿中学变更为天津市立第二中学。
1949年1月天津解放，2月学校由天津市人民政府接管（接管成员是王锐民、陈兆雄同志）。同年3月奉天津市人民政府教字610号令，正式命名为天津市第二中学，为初级中学。
1949年8月，天津二中校址从月纬路迁至昆纬路现址。现校址原为日伪时期的“三笠”国民学校，1938年建。
1951年2月原天津四中（前身为1913年建立的私立觉民中学，校址在中山公园内）与天津二中合并，校名为天津市第二中学，由此市二中变初中校为完全中学。
2000年完成校区的扩建并投入使用，成为天津市首批示范性高中第一个投入使用的学校。

## 学校象征
校风：团结 进取 求实 创新
教风：修身正德 治学育人 拒绝平庸 追求卓越
学风：尚德 求真 乐学 善思
校训：自尊 自信 自律 自励

## 硬件设施
现占地50998平方米，建筑面积13000平方米。设有图书馆，藏书33000 余册。电子阅览室1间，信息技术专用教室4间，语音室3间，物理实验室5间，演示室1间化学实验室5间，演示室1间，生物实验室3间，演示室1间，16通道的闭路电视系统和设施先进的演播厅。千兆以太校园网，共120个结点，ADSL专线上网。拥有体育馆、游泳馆和400米标准塑胶跑道及塑料草皮运动场。

## 国际交流

### 国际部
天津市第二中学设有国际部，共有40余名外籍学生，中外师生交流工作成绩显著。每年与友好校组织多次学访交流活动。

### 天津二中剑桥教育中心
天津二中剑桥教育中心是经天津市有关教育主管部门批准，由英国剑桥大学考试委员会授权成立的全日制剑桥教育中心，同时也是英国剑桥大学考试院在天津设立的首家正式考点。该中心由英国剑桥大学考试院、中国教育协会中育教育发展研究中心和天津市第二中学共同举办。主要招收在中国完成九年制义务教育的中学生就读英国剑桥大学考试院的Alevel课程。

## 初中部

### 学校概况
天津市汇森中学为天津市第二中学的初中部。原校址位于天津市河北区昆纬路46号，主教学楼建于1957年。后因校区改造等原因搬至天津市河北区幸福道27号临时校址。
汇森中学历年中考成绩突出，80%以上的学生能够升入市级重点中学。学校注重学生的全面发展，社会声誉良好。

### 历史沿革
1995年5月，经天津教育局批准，天津二中和天慈公司联办了民办公助的初级中学天津市天慈中学。
2008年依法改制为民办初级中学，并更名为天津市汇森中学。
2010年获得完中校资格。